# Litíč
Litíč – miejscowość i gmina (obec) w Czechach, w kraju hradeckim, w powiecie Trutnov. W 2022 roku liczyła 181 mieszkańców.

## Galeria zdjęć

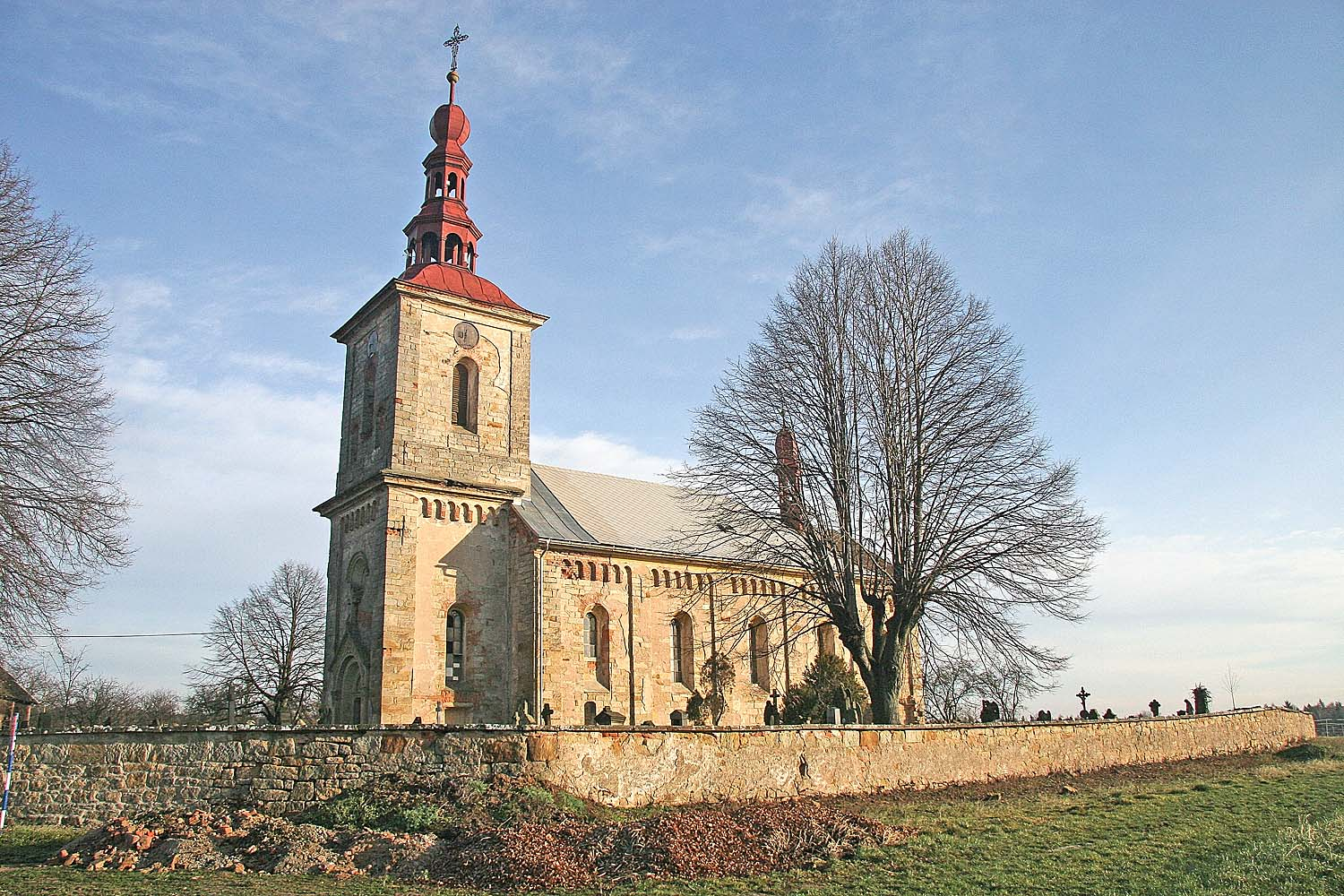
Kościół Świętej Trójcy
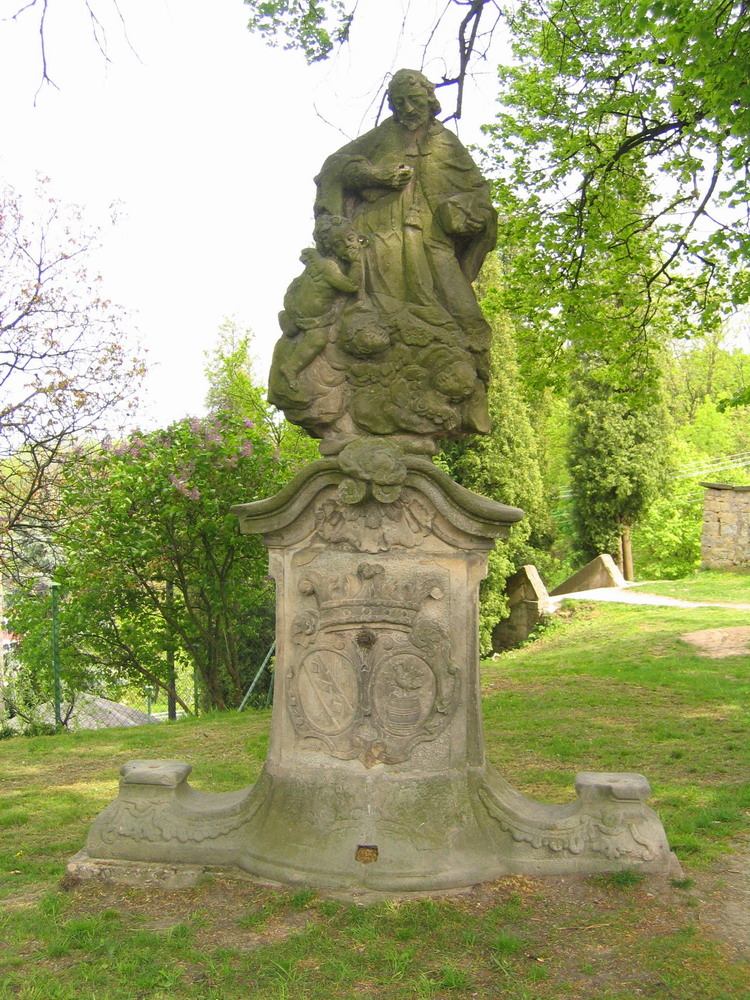
Figura św. Jana Nepomucena
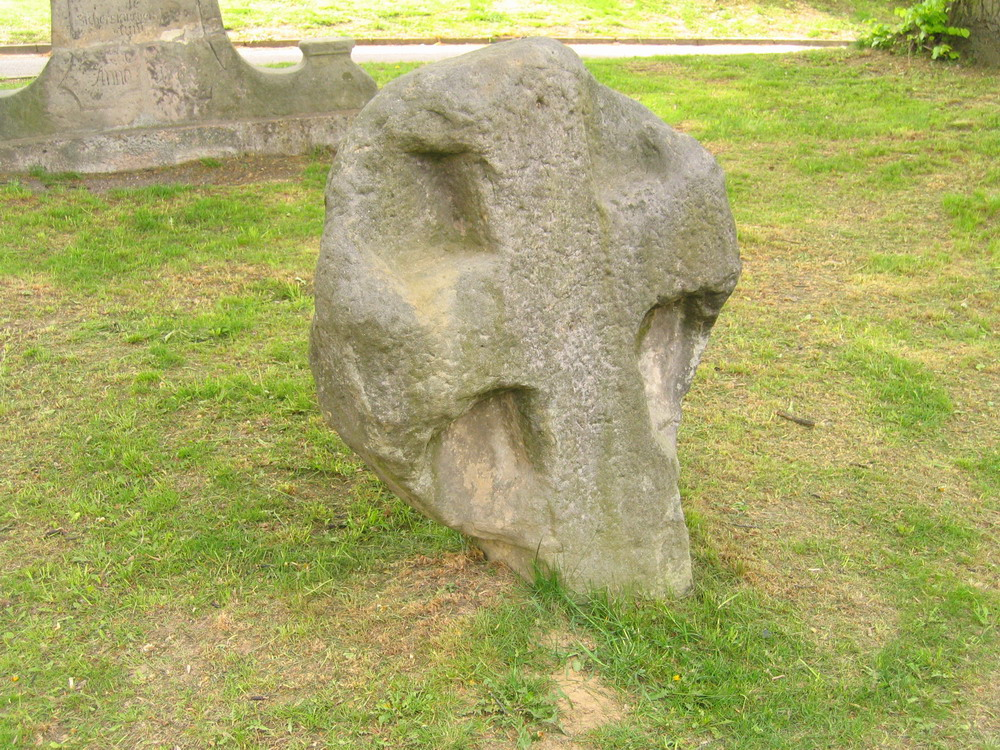
Stary kamienny krzyż